# Evgenij Onegin
Evgenij Onjegin (rus. "Евгений Онегин") - ruski film redatelja Vasilija Gončarova.

## Radnja
Film je zasnovan na romanu Aleksandra Puškina Jevgenij Onjegin objavljivanom u dijelovima od 1825. do 1832.

## Uloge
- Pjotr Čardinin
- Ljubov Varjagina
- Aleksandra Gončarova
- Andrej Gromov
- Arsenij Bibikov

## Vanjske poveznice
- Evgenij Onegin na Kino Poisk